# Ereca lyrifera
Ereca lyrifera is een hooiwagen uit de familie Assamiidae.